# Церква святих апостолів Петра і Павла (Семенів)
Церква святих апостолів Петра і Павла в Семенові — парафія і храм Теребовлянського благочиння Тернопільської єпархії Православної церкви України в селі Семенів Тернопільського району Тернопільської области.

## Історія церкви
Фундамент церкви було закладено у 1900 році, а її будівництво розпочалося завдяки коштам графині Козебродської.
Освячення і перша Літургія відбулися 23 березня 1907 року (за іншими даними — 18 березня 1907 року). Церква діяла до 1946 року, після чого її перетворили на склад ялинкових прикрас, а священника з сім'єю вивезли.
У 1988 році храм відродився завдяки старанням парафіян сіл Семенів, Зеленче та Підгора.
У 1989 році, за священника Романа Яцківа, храмову споруду поштукатурили.
У 1992–1993 роках виготовили та освятили іконостас.
12 липня 2009 року на храмовий празник єпископ Тернопільський і Бучацький Нестор освятив внутрішні розписи, виконані на пожертви парафіян із Семенова, Підгори, Зеленчого, Гумнисьок та Теребовлі.
У квітні 2010 року розпочалося будівництво надбрамної дзвіниці, яке завершилося в серпні того ж року. Хрест на дзвіниці пожертвувала сім'я Качмарів, а дзвін вагою 114 кг — сім'я Нич.

## Парохи
- о. Роман Яцків (1989—1998),
- о. Іван Котляр (з 13 листопада 1998).